# Saint-Cirgues-de-Malbert
Saint-Cirgues-de-Malbert là một xã ở tỉnh Cantal, thuộc vùng Auvergne-Rhône-Alpes ở miền trung nước Pháp.

## Dân số
| Năm | 1962 | 1968 | 1975 | 1982 | 1990 | 1999 |
| --- | ---- | ---- | ---- | ---- | ---- | ---- |
| Dân số | 313  | 335  | 302  | 238  | 232  | 226  |
| From the year 1968 on: No double counting—residents of multiple communes (e.g. students and military personnel) are counted only once. |      |      |      |      |      |      |